# Joachim Lemoine
Joachim Thadée Louis Lemoine, né le 27 août 1745 à Vire (Calvados) et mort le 25 août 1808 à La Bazoche-Gouet (Eure-et-Loir), est un homme politique français .

## Biographie
Il est député du Calvados, élu comme suppléant à la Convention, et admis à siéger le 9 pluviôse an II (28 janvier 1794). Il est secrétaire de l'Assemblée le 19 juillet 1795. Il est réélu le 22 vendémiaire an IV (14 octobre 1795) au conseil des Cinq-Cents, et en sort en 1798. Il est de nouveau député, au Corps législatif, de 1799 à 1806.

## Sources
- « Joachim Lemoine », dans Adolphe Robert et Gaston Cougny, Dictionnaire des parlementaires français, Edgar Bourloton, 1889-1891 [détail de l’édition]